# Мёрель (Гольштейн)
Мёрель (нем. Mörel) — община в Германии, в земле Шлезвиг-Гольштейн.
Входит в состав района Рендсбург-Экернфёрде. Подчиняется управлению Хоэнвештедт-Ланд. Население составляет 252 человека (на 31 декабря 2010 года). Занимает площадь 8,69 км².